# Salt River Rafters
Die Salt River Rafters sind ein Baseballteam, das in der East Division der Arizona Fall League spielt. Sie spielen ihre Heimspiele im Salt River Fields at Talking Stick bei Scottsdale, Arizona.

## Namhafte Spieler
- Garret Anderson, ehemaliger Outfielder für die Los Angeles Dodgers
- Nolan Arenado, All-Star Third Baseman für die Colorado Rockies
- Jesse Chavez, Pitcher für die Toronto Blue Jays
- Ike Davis, First Baseman für die Oakland Athletics
- Terry Francona, Manager von den Cleveland Indians, ehemalig von den Boston Red Sox
- Roy Halladay, ehemaliger Pitcher für die Toronto Blue Jays und Philadelphia Phillies
- Jake Lamb, Third Baseman für die Arizona Diamondbacks
- Grady Little, ehemaliger Manager von den Boston Red Sox und den Los Angeles Dodgers
- Kevin Pillar, Outfielder für die Toronto Blue Jays
- Alfonso Soriano, ehemaliger Outfielder für die New York Yankees
- Michael Young, ehemaliger Infielder für die Texas Rangers
- Rowdy Tellez, First Baseman und Hitter in der Toronto Blue Jays Organisation
- Josh Zeid, Pitcher für die Houston Astros
- Adam Eaton, Outfielder für die Washington Nationals